# موتورهای سری EF
موتور EF7، یک موتور چهارسیلندر خطی است که توسط شرکت ایران خودرو و با همکاری شرکت آلمانی F.E.V طراحی و تولید شده‌است. سرمایه‌گذاری فاز اولیهٔ پروژهٔ موتورهای EF7 ایران خودرو حدود ۸۰ میلیون دلار بوده‌است.
این موتور از پایه بر اساس سوخت گاز طبیعی طراحی شده و در عین حال قابلیت کارکرد با بنزین را نیز دارا است.
سازوکار بکار رفته در این موتور به نحوی است که توانسته با وجود حجم موتور و مصرف سوخت کم به توان و گشتاور بالاتری حتی نسبت به موتورهای بنزینی دست یابد. به واسطهٔ طراحی بهینهٔ موتور و نیز استفاده از جدیدترین نوع سامانهٔ مدیریت موتور به صورت خودکار سوخت گاز را به عنوان سوخت اصلی انتخاب نموده و با آن روشن می‌شود و با اتمام هرکدام از دو سوخت به صورت خودکار عملیات تعویض سوخت در آن صورت می‌گیرد، اما در زمان‌هایی که موتور دارای قدرت کافی برای روشن شدن را نداشته باشد سامانه یا ایسیو خودرو دستور تعویض سوخت موقت به بنزین را می‌دهد تا موتور روشن شود، و در ادامه پس از روشن شدن دوبارهٔ سامانه یا ایسیو خودرو فرمان تعویض سوخت را صادر می‌کند و دوباره موتور به حالت قبل بر می‌گردد.
موتورهای ملی EF7 در محیط‌های بسیار سرد نیز قابلیت روشن شدن با سوخت گاز را داشته و در هیچ شرایطی کارکرد موتور منوط به دسترسی به بنزین نیست. همچنین به واسطهٔ استفاده از تنظیم‌کنندهٔ هیدرولیکی سوپاپ‌ها در هیچ زمانی نیازی به تنظیم فیلر سوپاپ‌های موتور نیست. طراحی اجزای این موتور ۱۶ سوپاپ به نحوی صورت گرفته‌است که به واسطهٔ محاسبات رایانه‌ای پیچیده سطح صدا و لرزش موتور به خصوص در دور آرام بسیار مطلوب و متناسب با موتورهای روز دنیا بوده و از نظر سطح دستیابی به استاندارد آلایندگی نیز توانایی اخذ بالاترین استانداردهای روز اروپا (Euro 5) را دارا است.
این موتور توانایی تولید ۱۱۴ اسب بخار قدرت را در حالت مصرف سوخت ترکیبی بنزین و گاز را دارد که برای خودروهایی مانند سمند، سمند سورن و دنا کافی است.

## مشخصات فنی و امکانات سمند EF7
مشخصات فنی سمند موتور ای اف7
موتور و کارایی
	  حالت بنزینی	  حالت گاز سوز
حجم موتور	  1/7 لیتر	  1/7 لیتر
قدرت	  114 اسب بخار /6500 دور	  103 اسب بخار /6000 دو.ر
گشتاور	  155 نیوتن متر / 5000 دور	  136 نیوتن متر / 3500 دور
سوپاپ	  16	  16
مصرف سوخت ترکیبی	  8/1 لیتر	  8/8 متر مکعب
ماکزیمم سرعت	  190 کیلومتر بر ساعت	  180 کیلومتر بر ساعت
در این موتور از دو چندراهه هوای پلاستیکی و چدنی استفاده شده‌است که هر کدام مزایا و معایب خودشان را دارند که در ادامه با آن خواهیم پرداخت.
چندراهه چیست؟ چندراهه یک قطعهٔ مهم در موتورهای سوختی است که کار ترکیب سوخت و هوایی که وارد موتور می‌شود را انجام می‌دهد، فرق چندراهه چدنی با پلاستیکی چیست؟
در چندراهه چدنی از دریچهٔ گاز برقی استفاده شده‌است که توسط موتور هم کنترل می‌شود. در زمان‌هایی که موتور سرد است مقدار کمی گاز هرز توسط موتور ارسال می‌شود که موتور سریع تر به آن زمان نرمال خود برسد.
در چندراهه پلاستیکی از دریچهٔ گاز مکانیکی یا سیمی استفاده شده‌است که مقدار کمی از کنترل دریچهٔ گاز توسط موتور انجام می‌شود. قطعه ای که در دریچهٔ گاز مکانیکی کار گاز هرز در زمان سرد بودن موتور را انجام می‌دهد، استپر می‌باشد. استپر کار تنظیم دریچهٔ گاز را دارد که موتور درچه زمان‌هایی با چه نوع حالتی کار کند که اکثر از تنظیم درآمدن موتور و صحیح کار نکردن موتور، برای خرابی استپر موتور می‌باشد که با تعویض این قطعه موتور به حالت اول بر می‌گردد.

## مزایا و معایب این دو منیفولد در چیست؟
یکی از مزایای منیفولد پلاستیکی دریچه ی گاز مکانیکی یا سیمی آن می‌باشد، همان‌طور بالا گفته شد کمی از کنترل دریچهٔ گاز در دست موتور است که این باعث می‌شود تمام فرمان‌هایی که از راننده به موتور ارسال می‌شود با سرعت و بدون کندی کار کند، که در دریاچهٔ گاز برقی این گونه نیست . برای کسانی که اهل ریسک و شتاب بالا هستند دریچهٔ گاز سیمی بهترین گزینه است. تعمیر و نگهداری راحت تر و کم خرج تری دارد.
یکی از مزایایی که دریچهٔ گاز برقی دارد، نداشتن استپر است چرا که چون دریچهٔ گاز توسط موتور کنترل می‌شود .فقط خرج بیشتری نسبت به دریچهٔ گاز سیمی دارد .فرمان‌هایی که از راننده به دریچهٔ گاز ارسال می‌شود باید توسط سیستم آن فرمان گرفته شود و پس از آن باز کردن دریچه به مقداری که فرمان داده شده‌ است انجام گیرد. همین باعث کند شدن در شتاب و گاز دادن می‌شود. در منیفولدهایی که دریچهٔ گاز برقی دارند می‌شود کروز کنترل (کنترل سرعت) نصب کرد که نسبت به دریچه گاز سیمی نصب خیلی آسان‌تری دارد و در جاده بسیار کار آمد می‌باشد. برای دریچه گاز سیمی هم موجود است ولی کمی نسبت به دریچه گاز برقی تشکیلات بیشتری دارد و نصب آن باید یک حرفه ای کار برای شما انجام دهد. به جز فرق منیفولد و کارهای آن، در هر کدام کامپیوتر یا ایسیو متفاوت می‌باشد که در ادامه با آن هم آشنا خواهیم شد.

## انواع ایسیو(کامپیوترها) در کارکرد منیفولد و موتورEF7
در موتور EF7 از چندین نوع مختلف ایسیو (کامپیوتر) استفاده شده‌ است، که قرار است دربارهٔ مزایا و معایب هر کدام صحبت کنیم.

### ایسیو یا کامپیوتر Me 7.4.9
این سیستم عامل، در واقع شرکت سازنده بوش آلمان، طراحی و ساخته‌ است، که یکی از مرغوب‌ترین کامپیوتر در بازار برای کنترل این موتور است! این سیستم عامل درواقع بهترین سیستم برای تنظیم سوخت گاز و بنزین موتور در آب و هوای مختلف است، درواقع این سیستم عامل هست که توان استارت موتور با سوخت گاز را تشخیص می‌دهد! اگر دقت کرده باشید در زمان تعویض سوخت گاز به بنزین و بلعکس، هیچ لرزش و نا تنظیمی را در این موتور احساس نمی‌کنیم! چراکه این سیستم عامل بهترین حالت را برای تعویض سوخت تنظیم می‌کند. یکی از معایب این نوع ایسیو تاخیر دریچه گاز است و برای کسانی که رانندگی هیجانی و پرشتاب دارند آزار دهنده است. البته همین تاخیر باعث صرفه جویی در مصرف سوخت می باشد.
این نوع کامپیوتر فقط با منیفولد چدنی بر روی خودروی سمند با موتورEF7 دوگانه سوز نصب و به بازار عرضه می‌شود.

### ایسیو یا کامپیوتر زیمنس(Crouse)
این سیستم عامل، برای موتور EF7 طراحی شده‌ است! این سیستم عامل تا حد زیادی شبیه به سیستم عامل Me 7.4.9 می‌باشد ولی فقط با سوخت بنزین طراحی شده. این ایسیو نسبت به ایسیو Me 7.4.9، فضای بیشتری برای کنترل در موتور اشغال می‌کند.  شتاب بالا و مصرف سوخت پایین از مزایای این نوع ایسیو است.
این نوع کامپیوتر با منیفولد پلاستیکی بر روی خودروهای سمند با موتور EF7، دنا معمولی، دنا پلاس و سورن معمولی با موتورEF7 نصب و به بازار عرضه می‌شود.

### ایسیو یا کامپیوتر (ezu)
همچنین این سیستم عامل شرکت سازنده ایران است، که کاملاً ایرانیزه شده و اقتصادی و ارزان‌تر از باقی ایسیوها تمام می‌شود این سیستم عامل هم برای موتور EF7 طراحی شده ولی با توجه به اینکه کاملاً ایرانیزه شده‌است، این موتور با این سیستم عامل زودتر به ایراداتی شامل کپ شدید دریچه گاز، کم آوردن در سر بالایی یا حتی خاموش شدن در زمان حرکت اولیه برمی‌خورد، که اصولاً باید با طراحی دوباره یا اصلاح طراحی ایسیو این مشکلات را رفع کرد. ولی حالت جداول موجود در این ایسیو طوری است که تغییر دادن آنها، کاری بسیار مشکل برانگیز و امکان‌ناپذیر است، اما جوانان ایرانی دست پشت دست نگذاشتند و برای اصلاح برنامه این ایسیو، تلاش باور نکردنی را انجام دادند و توانستند که این ایسیو را به‌طور قابل توجهی اصلاح کنند تا مالکان این خودروها، از خودرو خود راضی باشند.
چنانچه که ایران‌خودرو در آخرین فراخوان خودروها با این ایسیو، سعی بر رفع این مشکلات کرده‌است، ولی به گفته رانندگان، همچنان این مشکلات نقش ریزی در هنگام رانندگی دارند.
این نوع کامپیوترها هم با منیفولده پلاستیکی بر روی خودروهای، دنا پلاس و سورن پلاس نصب و به بازار عرضه می‌شوند.

## پیشرانه EFD HDI
| پیشرانه               | EFD HDI                   |
| --------------------- | ------------------------- |
| آغاز تولید            | آماده تولید از سال ۱۳۹۲   |
| پایان تولید           |                           |
| حجم پیشرانه           | ۱۵۰۰ سی سی                |
| نوع تنفس پیشرانه      | توربو                     |
| نوع سوخت              | دیزل                      |
| تعداد سیلندر          | ۴ سیلندر خطی              |
| تعداد سوپاپ           | ۱۶ سوپاپ                  |
| توان پیشرانه          | ۱۲۰ اسب بخار - ۹۰ کیلووات |
| گشتاور                | ۲۵۶ نیوتون متر            |
| استاندارد آلایندگی    | اروپا ۵                   |
| مصرف سوخت ترکیبی      | ۵٫۴ لیتر در صد کیلومتر    |
| خودروهای مورد استفاده | سورن                      |

## پیشرانه EF4
| پیشرانه               | EF4 (EF4-NA)            | TC4 (EF4-TC)            |
| --------------------- | ----------------------- | ----------------------- |
| آغاز تولید            | آماده تولید از سال ۱۳۹۲ | آماده تولید از سال ۱۳۹۵ |
| پایان تولید           |                         |                         |
| حجم پیشرانه           | ۱۴۰۰ سی سی              | ۱۴۰۰ سی سی              |
| نوع تنفس              | تنفس طبیعی              | توربو شارژ (پر خوران)   |
| نوع سوخت              | بنزین و گاز طبیعی       | بنزین و گاز طبیعی       |
| تعداد استوانه         | ۴ استوانه               | ۴ استوانه               |
| تعداد سوپاپ           | ۱۶ سوپاپ                | ۱۶ سوپاپ                |
| توان پیشرانه          | ۱۰۳ اسب بخار            | ۱۲۷ اسب بخار            |
| گشتاور                | ۱۲۵ نیوتون متر          | ۱۹۰ نیوتون متر          |
| استاندارد آلایندگی    | اروپا ۵                 | اروپا ۵                 |
| مصرف سوخت ترکیبی      | ۶٫۹ لیتر در صد کیلومتر  | ۶٫۸ لیتر در صد کیلومتر  |
| خودروهای مورد استفاده | رانا                    | رانا - دنا              |

این پیشرانه، در سال ۱۳۹۲ به عنوان نسخه‌ای کم حجم‌تر و کم مصرف‌تر از EF7 برای خودروهای اقتصادی ایران خودرو از قبیل رانا معرفی شد و خیلی از قطعات آن با EF7 مشترک بوده یا امکان تولید آن بر روی خط تولید EF7 امکان‌پذیر بوده، اما با وجود طی تست آن بر روی خودروی رانا و موفقیت نسبی این موتور، اما هیچگاه به تولید انبوه نرسید و موتورهای tu5 و tu5plus در رانا و رانا پلاس پاناروما جایگذین آن شدند که بخاطر گشتاور بیشتر و فراوانی قطعات و محبوبیت در نزد مردم ایران، به موفقیت زیادی دست پیدا کردند.
درنهایت در سال ۱۳۹۵ ایران خودرو از نسخه توربو شارژ آن با نام TC4 رونمایی کرد که توانایی تولید ۱۲۷ تا ۱۳۳ اسب بخار قدرت، و گشتاور ۱۹۰ الی ۲۰۰ نیوتون متر را داشت (که کم بودن گشتاور به عنوان ضعف اصلی نسخه تنفس طبیعی را جبران کرده بود) و قرار شد که این نسخه بر روی دنا پلاس و رانا پلاس مورد استفاده قرار گیرد، اما در عین حال، با وجود مصرف سوخت کمتر نسبت به نسخه توربو شارژ EF7 و مناسب بودن آن برای خودروهایی به مانند رانا پلاس و پژو ۲۰۷، اما هیچگاه به تولید انبوه نرسید و مورد استفاده قرار نگرفت.
همچنین پس از مدتی، شرکت سایپا که به علت تحریم‌ها نتوانست موتور مدنظر (موتور برلیانس ۱٫۶۵) را برای خودروی سایپا شاهین تهیه کند و در تأمین موتور برای این خودرو به مشکلاتی خورد، از ایران خودرو موتور TC7 یا نسخه توربو شارژ EF7 را درخواست کرد، اما ایران خودرو با امتناع از دادن این موتور به سایپا، موتور TC4 را به سایپا پیشنهاد کرد؛ اما با وجود مناسب بودن این موتور برای خودروی شاهین و توافقات اولیه، سایپا از استفاده از این موتور منصرف شد و ترجیح داد که موتور M15 خودروی تیبا را تقویت کند و با نام M15-TC یا (M15 توربو شارژ) بر روی محصول جدیدش قرار دهد؛ که این اقدام سایپا به انتقادات زیادی از جانب مشتریان و فعالان حوزه خودرو رو به رو شد؛ درنهایت، سایپا دو گزینه tu5plus (نسخه ایرانیزه موتور EC5 پژو-سیتروئن توسط ایران خودرو) و TC4 را به عنوان کاندیداهای نهایی خود مدنظر قرار داد که درنهایت، به علت در اختیار داشتن بخش‌هایی از لوازم خط تولید EC5 و تولید سایر قطعات توسط سایر قطعه‌سازان ایرانی و محبوبیت این موتور تنفس طبیعی در بین مشتریان ایرانی، تصمیم گرفت تا بمانند ایران خودرو، نسخه ایرانیزه دیگری از موتور EC5 را با نام ME16 عرضه کند و با استفاده از این موتور در خودروی شاهین، پرونده موتور EF4 و نسخه توربوی آن برای همیشه بسته شد.
همچنین مدیران ایران خودرو، در واکنش به پرسش خبرنگاران مبنی بر استفاده از این موتور در محصولات آینده این خودروساز یا محصولات قدیمی‌تر به مانند رانا پلاس اظهار داشته‌اند که پرونده این موتور برای ایران خودرو بسته شده و ایران خودرو دیگر تضمینی برای استفاده از این موتور نخواهد داشت و ترجیح می‌دهد در محصولات آینده خود از سری موتورهای سه سیلندر جدید خود که تکنولوژی بروزتری دارند استفاده کنند؛ اما با این حال، بازنشستگی موتور TC4 قطعی نیست و اگر مورد توجه قرار گیرند امکان بروز رسانی، ارتقای و استفاده از آن وجود خواهد داشت، اما تا این لحظه هیچ برنامه‌ای برای تولید انبوه آن وجود ندارد.

## پیشرانه EF7
| پیشرانه               | EF7 (EF7-NA)                                | TC7 (EF7-TC)           |
| --------------------- | ------------------------------------------- | ---------------------- |
| آغاز تولید            | ۱۳۸۸                                        | ۱۳۹۴                   |
| پایان تولید           | به پایان نرسیده‌است                          | به پایان نرسیده‌است     |
| حجم پیشرانه           | ۱۶۴۵ سی‌سی                                   | ۱۶۴۵ سی‌سی              |
| نوع تنفس              | تنفس طبیعی                                  | توربو                  |
| نوع سوخت              | بنزین و گاز طبیعی                           | بنزین سوپر و گاز طبیعی |
| تعداد سیلندر          | ۴ سیلندر                                    | ۴ سیلندر               |
| تعداد سوپاپ           | ۱۶ سوپاپ                                    | ۱۶ سوپاپ               |
| توان پیشرانه          | 114اسب بخار                                 | ۱۵۰ اسب بخار           |
| گشتاور                | ۱۵۹ نیوتون متر                              | ۲۱۵ نیوتون متر         |
| استاندارد آلایندگی    | یورو ۴                                      | اروپا ۵                |
| مصرف سوخت ترکیبی      | ۷ لیتر در صد کیلومتر                        | ۷٫۴ لیتر در صد کیلومتر |
| خودروهای مورد استفاده | سمندef7 - سورن - سورن پلاس - دنا - دنا پلاس | سورن - دنا پلاس -      |

## پیشرانه EFP (EF7 پلاس)
Source
| پیشرانه                          | EFP (EFP- NA)                 | TCP (EFP-TC)                       |
| -------------------------------- | ----------------------------- | ---------------------------------- |
| آغاز تولید                       | ۱۴۰۲                          | ۱۴۰۲                               |
| پایان تولید                      |                               |                                    |
| حجم پیشرانه                      | ۱۶۴۵                          | ۱۶۴۵                               |
| نوع تنفس                         | تنفس طبیعی                    | توربو شارژ (پر خوران)              |
| نوع سوخت                         | بنزین معمولی                  | بنزین سوپر                         |
| تعداد سیلندر                     | ۴                             | ۴                                  |
| تعداد سوپاپ                      | ۱۶                            | ۱۶                                 |
| توان(قدرت) پیشرانه               | حدود ۱۲۰ اسب بخار             | ۱۶۱ اسب بخار                       |
| گشتاور                           | حدود ۱۶۵ نیوتن متر            | ۲۴۰ نیوتن متر                      |
| استاندارد آلایندگی               | Euro 6                        | Euro 6                             |
| مصرف سوخت ترکیبی (در صد کیلومتر) | کمتر از ۷ لیتر                | ۸ تا ۹ لیتر                        |
| خودروهای مورد استفاده            | دنا پلاس (سورن پلاس در آینده) | دنا جوانان و ری را (تارا در آینده) |

موتور EFP یا (EF7 پلاس) در اصل همان موتور EF7 است که باز طراحی و ارتقا یافته نسخه قبلی آن میباشد. این موتور در دو نسخه توربو و تنفس طبیعی عرضه میشود همانند نسل های قبلی آن. نام نسخه توربو آن TCP یا (TC7 پلاس) میباشد. سری جدید EFP در خودروهای جدید ایران خودرو مانند خانواده دنا پلاس (نسخه جدید به نام دنا جوانان) و کراس اوور (هاچبک کراس) ری را و همچنین در آینده در تیپ جدیدی از تارا و به کار خواهد رفت.
پیشرانه EFP یا EF7 پلاس از نظر فنی تفاوت‌های زیادی با EF7 فعلی در دنا پلاس دارد. این تفاوت‌ها شامل بهبود میل لنگ، میل بادامک، سیستم خنک‌کننده، شاتون، سرسیلندر، منیفولد هوای ورودی، سیستم EMS، دوبل شدن سیستم زمان بندی متغیر (CVVT)، یاتاقان‌ها، پیستون، منیفولد دود خروجی، توربوشارژر و … می‌شوند.
قرار بود این موتور به سیستم سوخت‌رسانی GDI (سامانه تزریق سوخت مستقیم) مجهز شود که بنا به دلایلی از این امر صرفنظر شد و ایران خودرو به سایر تغییرات بسنده کرد.
مهدی رجبعلی، مدیرعامل ایپکو، تفاوت‌های موتور EFP با EF7 را در موارد زیر خلاصه نمود:
کاهش دور درجا و آرام موتور EF7 پلاس از ۸۵۰ به ۶۵۰ دور بر دقیقه که این مورد موجب کاهش مصرف سوخت و آلایندگی شده‌است. وزن کلی مجموعه لنگ و لغزنده پیشرانه EF پلاس بیشتر از یک کیلوگرم نسبت به موتور EF7 فعلی کاهش داشته‌است. انجام اقداماتی در زمینه کاهش اصطکاک و بهبود گرانروی روغن، کاهش اصطکاک رینگ‌ها و پوشش DLC. دوبل شدن سیستم زمان بندی متغیر سوپاپ یا همان دوال CVVT، افزایش شدت جریان انفجار داخل محفظه احتراق، محرک برقی دریچه هدر روی توربوشارژر برای کاهش دادن لگ توربو، چند راهه (مانیفولد) دود از داخل دو لایه ای شده برای کاهش انتقال گرما حاصل از دود خروجی، بهبود سیستم تهویه بخارات روغن و … که به بهبود کلی روند احتراق کمک کرده‌اند. تجهیز سیستم خنک‌کننده موتور به هواگیری خودکار. این قطعات بروز شده با هدف کاهش مصرف سوخت و آلایندگی و همچنین افزایش راندمان در مرکز تحقیقات ایران‌خودرو و مرکز تحقیقات ایپکو طراحی شده و تولید انبوه آنها آغاز گردیده‌ است. همچنین، با تغییر نوع توربو به نوع جدیدتر، اکنون بوست توربو (وارد شدن توربو بر مدار) از دور پایین‌تر ۱۶۰۰ دور بر دقیقه در دسترس است که موجب شتابگیری سریع‌تر خودرو می‌گردد (این رقم در TC7 حدود ۲۰۰۰ دور بر دقیقه بود).
طبق گفته‌های آقای رجبعلی، EF7 پلاس و EF7 پلاس توربو ابتدا روی دناپلاس معمولی و توربوشارژر آپشنال جدید (معروف به دنا جوانان) نصب می‌گردد که تولید آن از اوایل سال ۱۴۰۲ آغاز شده و تا نیمه سال ۱۴۰۲ فروش آن آغاز می‌شود، سپس در اوایل سال آینده روی تیپی از تارا هم این موتور جایگذین Tu5p خواهد شد؛ همچنین موتور آینده هاچبک کراس ریرا نیز همین EFP توربو خواهد بود.
نیروی این موتور توسط یک گیربکس ۶ سرعته دستی (نسخه ارتقاء یافته گیربکس‌های قدیمی و ۵ سرعته سری بی گروه پژو-سیتروئن) یا گیربکس ۶ سرعته اتوماتیک (ساخت کمپانی DAE یا Landai چین) به چرخ‌های جلو منتقل می‌شود؛ که در آینده، در خودروی ریرا این موتور به همراه گیربکس دوکلاچه تر ۷ سرعته نیز عرضه خواهد شد. از دیگر مشخصات ارتقا یافته دنا پلاس توربو جدید EFP می‌توان به رعایت استاندارد آلایندگی یورو ۶ و مصرف سوخت ترکیبی حداکثر ۸٫۶ لیتر در ازای پیمایش ۱۰۰ کیلومتر اشاره نمود.

## افتخارات
- اولین پیشرانه ملی ایران (رونمایی در سال ۱۳۸۴)
- سومین پیشرانه گازسوز برتر دنیا در سال ۱۳۸۴
- دهمین پیشرانه برتر دنیا از نظر طراحی در سال ۱۳۸۴

موتور ملی EF7 در هنگام رونمایی (در سال ۱۳۸۴) درمیان موتورهای گازسوز دنیا، در لیست ۳ موتور برتر و از نظر طراحی، در لیست ۲ موتور برتر دنیا قرار داشت.